# Karel Meijer
Karel Meijer (ur. 26 czerwca 1884 w Amsterdamie, zm. 29 grudnia 1967 w Amstelveen) – holenderski piłkarz wodny, uczestnik Letnich Igrzysk 1908 i 1920.
Podczas igrzysk w 1908 roku wziął udział w turnieju piłki wodnej, gdzie ze swoją drużyną zajął 4. miejsce. W 1920 wystartował w tej samej konkurencji, w której drużyna holenderska zajęła 7. miejsce.
Młodszy brat olimpijczyka Eduarda Meijera.